# Georgië op het Eurovisiesongfestival 2024

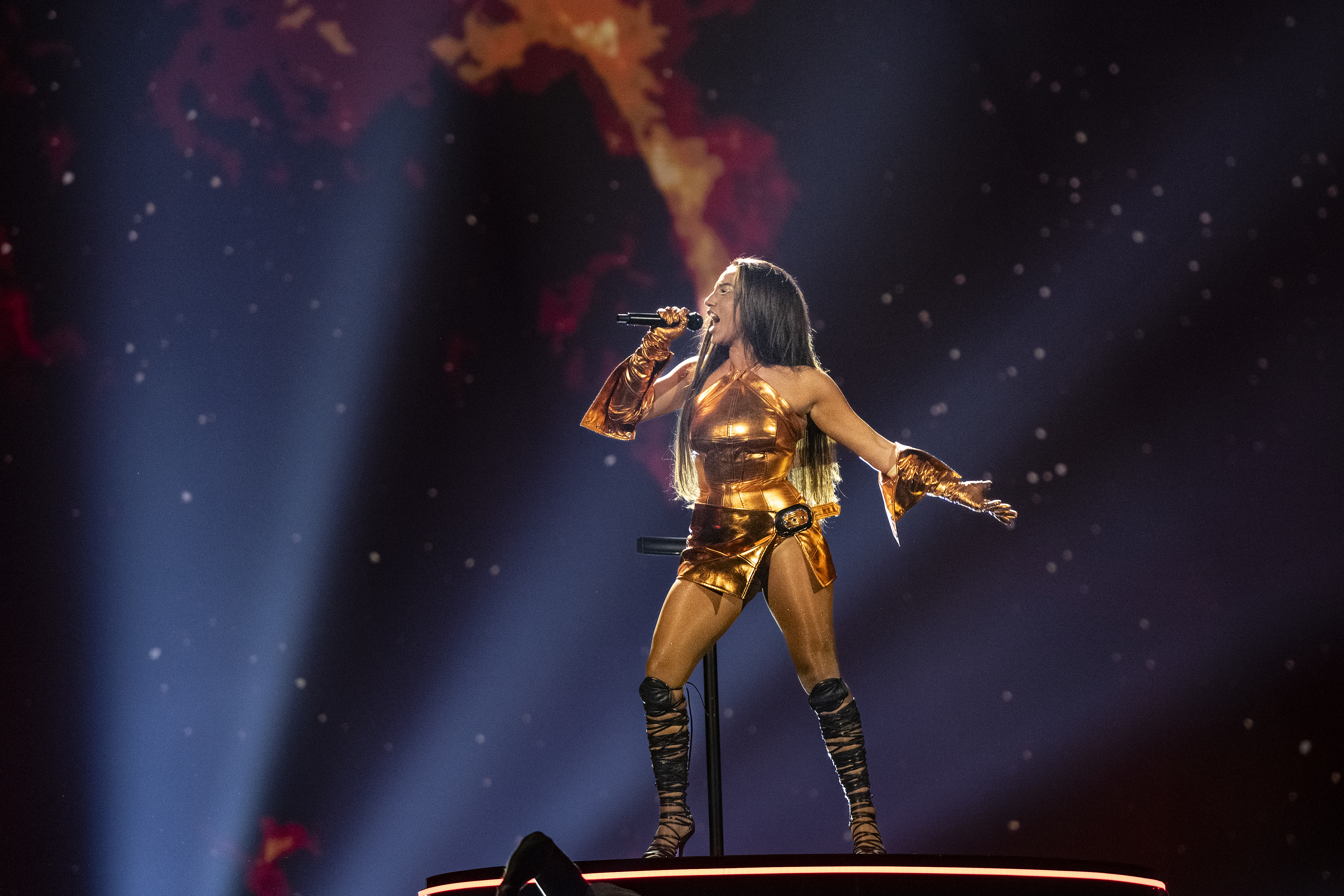
Nutsa Buzaladze tijdens de repetities in Malmö.

Georgië nam deel aan het Eurovisiesongfestival 2024 in Malmö, Zweden. 

## Selectieprocedure
Georgië koos voor de 26-jarige Noetsa Boezaladze als kandidaat voor het Eurovisiesongfestival 2024. Boezaladze werd op 12 januari 2024 als kandidaat voorgesteld aan het publiek. De zangeres nam in de voorafgaande jaren deel aan verschillende festivals, waaronder ook de nationale finale van 2017. Toen eindigde ze als tweede. Verder nam ze deel aan wedstrijden en festivals over de hele wereld. Zo was te zien in The Voice of Turkey, Kenga Magjike (Albanië) en in 2023 nam ze deel aan American Idol waar ze het schopte tot de laatste twaalf.
Op 11 maart 2024 werd het nummer Firefighter uitgebracht via YouTube. Het nummer werd geschreven door Darko Dimitrov, die al eerder verantwoordelijk was voor verschillende Songfestivalinzendingen. Zo kwamen onder meer Hurricane's Loco loco (Servië 2021) en Tamara Todevska's Proud (Noord-Macedonië 2019) van zijn hand.

## In Malmö
Georgië trad aan in de tweede halve finale op donderdag 11 mei. Georgië plaatste zich en zong als 24ste act na Kroatië en voor Frankrijk. De zangeres behaalde met 34 punten een 21ste plaats. Het was voor het eerst sinds 2016 dat de Georgische act een finaleplek behaalde. Destijds werd Nika Kocharov & Young Georgian Lolitaz twintigste met het nummer Midnight Gold. 
2007 · 2008 · 2009 · 2010 · 2011 · 2012 · 2013 · 2014 · 2015 · 2016 · 2017 · 2018 · 2019 · 2020 · 2021 · 2022 · 2023 · 2024 · 2025
Albanië · Armenië · Australië · Azerbeidzjan · België · Cyprus · Denemarken · Duitsland · Estland · Finland · Frankrijk · Georgië · Griekenland · Ierland · IJsland · Israël · Italië · Kroatië · Letland · Litouwen · Luxemburg · Malta · Moldavië · Nederland · Noorwegen · Oekraïne · Oostenrijk · Polen · Portugal · San Marino · Servië · Slovenië · Spanje · Tsjechië · Verenigd Koninkrijk · Zweden · Zwitserland